# Egzamin dojrzałości

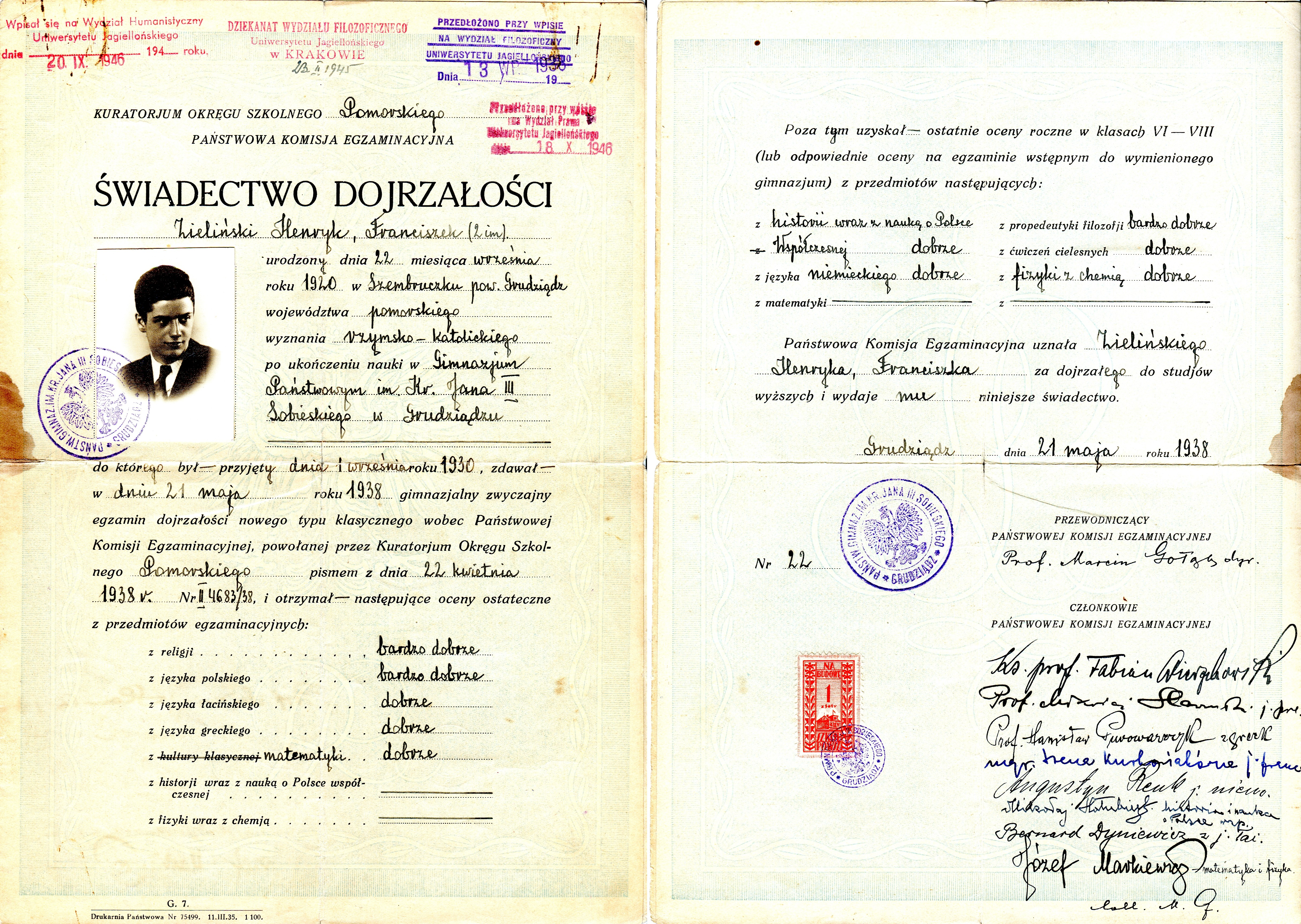
Świadectwo dojrzałości Henryka Zielińskiego (1938)

Egzamin dojrzałości – egzamin państwowy, zdawany w formie pisemnej i ustnej na zakończenie nauki w szkole średniej (w latach 1999–2017 w szkole ponadgimnazjalnej). W wyniku reformy edukacji został zastąpiony w 2005 roku egzaminem maturalnym. W 2005 roku egzamin dojrzałości zdawali jedynie absolwenci pięcioletnich szkół średnich zawodowych i pięcioletnich liceów dwujęzycznych. 
Pierwotnie w 2002 roku egzamin dojrzałości miał zostać zastąpiony przez egzamin maturalny, jednakże ówczesna minister edukacji narodowej i sportu, Krystyna Łybacka, zdecydowała, że zostanie on zastąpiony w roku 2005. Ostatecznie, w drodze wyjątku, w 2002 roku uczniowie mogli wybierać pomiędzy egzaminem dojrzałości a egzaminem maturalnym.
W Polsce egzamin dojrzałości wprowadzono w 1812 roku w Księstwie Warszawskim w szkołach departamentowych.